# Dibal
Dibal is een bestuurslaag in het regentschap Boyolali van de provincie Midden-Java, Indonesië. Dibal telt 5935 inwoners (volkstelling 2010).